# Вейл (тауншип, Миннесота)
Вейл (англ. Vail) — тауншип в округе Редвуд, Миннесота, США. На 2000 год его население составило 310 человек.

## География
По данным Бюро переписи населения США площадь тауншипа составляет 91,2 км², из которых 90,8 км² занимает суша, а 0,4 км² — вода (0,45 %).

## Демография
По данным переписи населения 2000 года здесь находились 310 человек, 84 домохозяйства и 72 семьи.  Плотность населения —  3,4 чел./км².  На территории тауншипа расположено 89 построек со средней плотностью 1,0 построек на один квадратный километр. Расовый состав населения: 99,68 % белых и 0,32 % приходится на две или более других рас.
Из 84 домохозяйств в 48,8 % воспитывались дети до 18 лет, в 82,1 % проживали супружеские пары, в 2,4 % проживали незамужние женщины и в 13,1 % домохозяйств проживали несемейные люди. 13,1 % домохозяйств состояли из одного человека, при том 2,4 % из — одиноких пожилых людей старше 65 лет. Средний размер домохозяйства — 3,23, а семьи — 3,51 человека.
33,5 % населения — младше 18 лет, 4,8 % — в возрасте от 18 до 24 лет, 19,0 % — от 25 до 44, 22,3 % — от 45 до 64, и 20,3 % — старше 65 лет. Средний возраст — 39 лет. На каждые 100 женщин приходилось 113,8 мужчин.  На каждые 100 женщин старше 18 приходилось 98,1 мужчин.
Средний годовой доход домохозяйства составлял 37 500 долларов, а средний годовой доход семьи —  38 036 долларов. Средний доход мужчин —  24 375  долларов, в то время как у женщин — 20 500. Доход на душу населения составил 12 633 доллара. За чертой бедности не находилась ни одна семья и 0,8 % всего населения тауншипа.